# NGC 6796
NGC 6796 (również PGC 63121 lub UGC 11432) – galaktyka spiralna (Sbc), znajdująca się w gwiazdozbiorze Smoka. Odkrył ją Lewis A. Swift 5 lipca 1885 roku.
W galaktyce tej zaobserwowano supernową SN 2012bv.